# Joue de bœuf

Joue de bœuf ou plat de joue

La joue de bœuf est un muscle issu de la demi-mâchoire inférieure du bœuf, viande ferme, riche en tissu conjonctif. C'est une chair peu grasse qui devient très moelleuse après cuisson. Bien qu'étant un muscle, cette pièce ne fait pas partie des morceaux nobles. Elle est considérée comme un abat, de fait rattachée aux produits tripiers du bœuf,,. 

## Description
Les joues de bœuf sont les muscles masticateurs et élévateurs du maxillaire inférieur (appelé masséters). Les joues sont vendues parées par ablation partielle ou totale des papilles et de la glande parotide, et ablation totale des ganglions lymphatiques et des glandes salivaires. Parer signifie enlever le surplus de gras d'une viande et la préparer pour la cuisson.    
La noix de joue (noix de joue et contre joue) est composée uniquement de la masse musculaire des masséters. Elle est vendue au poids, entière ou en cubes de 2 cm de côté environ.   
Chaque animal ne comporte que 750 g de viande de joue, raison pour laquelle de nombreux bouchers hésitaient ou hésitent à prélever ces morceaux. Pourtant la joue de bœuf figure en bonne place sur les cartes des restaurants gastronomiques. À noter que cet abat est toujours vérifié par les services vétérinaires, pour la recherche de larves de parasites.  
Pour les particuliers, ces morceaux sont de plus en plus appréciés. Ils sont commercialisés dans certaines boucheries ou en grandes surfaces, entiers ou en cubes, d'environ deux centimètres de côtés. 

## Usages
Dans la cuisine française, cette viande est souvent préparée traditionnellement en pot-au-feu ou en bourguignon ou bouillie . La gélatine des morceaux sert d'épaississant naturel pour les sauces. Lorsqu'elle n'est pas préparée telle quelle, la joue peut être employée pour la préparation des pâtés, des gelées ou des soupes. On l’apprête aussi en ravioles, en daube, en civet, en fricassée, en parmentier, confite...

### Saveur
La joue de bœuf est une viande qui tient sa texture particulière à sa teneur élevée en gélatine. Ce morceau de chair moelleux après cuisson est fondant et a une saveur prononcée,.  

### Cuisson
La viande se cuisine traditionnellement braisée. 
La différence entre les muscles fermes et tendres tient en la présence de collagène. Plus elle est élevée, plus le muscle est dur, à l'exemple de la joue de bœuf et du paleron. Le collagène représente l'enveloppe des fibres musculaires. C'est une protéine qui doit être cuite longtemps pour gélifier et rendre ainsi la fibre tendre.